# Ken Reichel
Ken Reichel (* 19. Dezember 1986 in Berlin) ist ein ehemaliger deutscher Fußballspieler. Seine Hauptposition war die des linken Verteidigers. Reichel musste 2021 seine aktive Laufbahn als Spieler aufgrund einer Knieverletzung beenden.

## Karriere
Reichel begann im Alter von fünf Jahren mit dem Fußballspielen, die höheren Jugendligen absolvierte er bei Tasmania Gropiusstadt in seiner Heimatstadt Berlin. Im Januar 2005 wechselte er in die zweite Mannschaft des Hamburger SV, für die er zunächst nur als Ergänzungsspieler fungierte, in der Saison 2006/07 dann aber Stammspieler wurde.
Zur Saison 2007/08 ging Reichel zum Ligakonkurrenten Eintracht Braunschweig, bei dem er neben Spielen in der Reserve auch in der ersten Mannschaft zum Einsatz kam und in der Saison 2008/09 den Durchbruch schaffte. Von 2008 bis 2011 spielte er mit Eintracht Braunschweig in der 3. Liga, aus der er mit seinem Verein als Meister 2011 in die 2. Bundesliga aufstieg. In der zweiten Zweitligasaison gelang 2013 der Aufstieg in die Bundesliga und Reichels Vertragslaufzeit wurde bis 2016 verlängert. Im Jahr des Erstliga-Aufstiegs stand der 26-Jährige 25 Mal vom Anpfiff bis zum Ende für die Eintracht auf dem Platz, dann verletzte er sich im Spiel gegen den 1. FC Kaiserslautern am Knie und fiel bis zum Ende der Spielzeit aus.
Sein Bundesligadebüt feierte Reichel am 10. August 2013 (1. Spieltag) bei der 0:1-Niederlage im Heimspiel gegen Werder Bremen. Nach einem Bericht von Spiegel Online war Reichel der schnellste Bundesligaspieler in der Hinrunde 2013/14: Am 9. Spieltag bei der 2:3-Heimniederlage gegen den FC Schalke 04 erreichte er den Top-Wert von 35,53 km/h. Sein einziges Bundesligator erzielte er am 29. März 2014 (28. Spieltag) beim 1:1-Auswärtsremis gegen Bayer 04 Leverkusen. Seit der Saison 2014/15 führte Reichel Braunschweig regelmäßig als stellvertretender Kapitän aufs Feld. Im Juli 2017 wurde Reichel als Nachfolger Marcel Correias auch offiziell zum Mannschaftskapitän der Eintracht ernannt.
In der Sommerpause 2018 schloss er sich Union Berlin an. Auf der linken defensiven Außenbahn war Reichel unter Cheftrainer Urs Fischer gesetzt und verpasste nur wenige Partien. Gemeinsam mit seinen Mannschaftskollegen aus der Defensive ließ er mit Abstand die wenigsten Gegentreffer zu und konnte mit den Eisernen über die Relegation erstmals in die Bundesliga aufsteigen. Für ihn persönlich war es nach 2013 bereits der zweite Aufstieg ins Oberhaus. In der höchsten deutschen Spielklasse wurde ihm jedoch Christopher Lenz vorgezogen und Reichel kam auf lediglich sieben Erstligaspiele. 
Im Sommer 2020 wurde sein ausgelaufener Vertrag schließlich nicht mehr verlängert, der Berliner fand aber bereits Mitte August im Zweitligisten VfL Osnabrück einen neuen Arbeitgeber. Nach dem Abstieg in die 3. Liga verließ er den Verein wieder.
Seit Ende 2022 absolviert er ein studienbegleitendes Praktikum bei Eintracht Braunschweig. Der Schwerpunkt wird hierbei im Nachwuchsleistungszentrum am Sportpark Kennel liegen.

## Erfolge
- Aufstieg 2019 in die Bundesliga mit dem 1. FC Union Berlin
- Aufstieg 2013 in die Bundesliga mit Eintracht Braunschweig
- Aufstieg 2011 in die 2. Bundesliga mit Eintracht Braunschweig als Meister der 3. Liga